# ثنائي كبريتيد الإريديوم
ثنائي كبريتيد الإريديوم مركب كيميائي من الكبريتيدات صيغته IrS2.

## التحضير
يحضر المركب من التفاعل المباشر بين عنصري الإريديوم والكبريت.

## الخواص
يتبلور المركب وفق نظام بلوري حسب بنية البيريت عند ضغوط مرتفعة؛ أما عند ضغوط عادية فيلاحظ أن البلورات تتبع نظام بلوري معيني قائم متعدد الأشكال. تبدي الأشكال عند الضغوط المرتفعة والمنخفضة مراكز إريديوم ثمانية السطوح، ولكن يلاحظ أن طول الرابطة S–S يعتمد على قيمة الضغط المطبق.

## الاستخدمات
يمكن أن يستخدم ثنائي كبريتيد الإريديوم حفازاً في عمليات نزع الكبريت المهدرج.